# صبحي البستاني
صبحي البستاني أكاديمي وناقد لبناني وأستاذ الأدب العربي الحديث في المعهد الوطني للغات والحضارات الشرقية في باريس ومدير قسم الدراسات العربية فيه.

## عن حياته
درّس الأدب العربي الحديث في الجامعة اللبنانية ثم في جامعة ليل الثالثة في فرنسا، وفي جامعتي جامعة باريس الرابعة وجامعة باريس 3 - السوربون الجديدة. له عدة مؤلفات ومقالات علمية حول الأدب العربي الحديث شعرا ونثرا.

## عضوياته
عضو في المجلس الوطني للجامعات في فرنسا وعضو في المكتب التنفيذي للجمعية الأوروبية للأدب العربي الحديث وأمين سرها من 2008 حتى 2012.